# Izméne
Az Izméne a görög mitológiai Iszméné névből származik, valószínűleg a jelentése: vágyakozás, sóvárgás.

## Gyakorisága
Az 1990-es években szórványos név, a 2000-es években nem szerepel a 100 leggyakoribb női név között.

## Névnapok
- március 25.[2]
- szeptember 28.[2]
- szeptember 30.[2]

## Híres Izménék
- Iszméné, az Oidipusz-mondakörben Oidipusz és Jokaszté lánya, Antigoné húga.